# Episodi di Un cane di classe (prima stagione)
La prima stagione della serie animata Un cane di classe, composta da 13 episodi (17 segmenti), è stata trasmessa negli Stati Uniti d'America da ABC nel blocco One Saturday Morning dal 9 settembre 2000 al 13 gennaio 2001.
In Italia la stagione è stata trasmessa dal 10 marzo 2001 su Disney Channel.
| nº  | Titolo originale               | Titolo italiano                        | Prima TV USA      | Prima TV Italia |
| --- | ------------------------------ | -------------------------------------- | ----------------- | --------------- |
| 1   | Muttamorphosis                 | Metamorfosi                            | 9 settembre 2000  | 10 marzo 2001   |
| 2   | Pet Project                    | Animale davvero speciale               | 16 settembre 2000 | 2001            |
| 3a  | Movin' On Pup                  | Il prezzo del sapere                   | 23 settembre 2000 | 2001            |
| 3b  | Escaping Dog Trick             | Trappola per Cani                      | 23 settembre 2000 | 2001            |
| 4   | A Lick is Still a Kiss         | Leccare è un po' Baciare               | 30 settembre 2000 | 2001            |
| 5   | Being Mrs. Leadready           | Mamma cercasi                          | 7 ottobre 2000    | 2001            |
| 6a  | Let Sleeping-Over Dogs Lie     | Paura in pigiama                       | 28 ottobre 2000   | 2001            |
| 6b  | Costume Pity Party             | Un cane in maschera                    | 28 ottobre 2000   | 2001            |
| 7   | Scott's Honor                  |                                        | 4 novembre 2000   | 2001            |
| 8   | Fifi                           | Fifi                                   | 11 novembre 2000  | 2001            |
| 9a  | Bad to the Bone                | Cattivo fino all'Osso                  | 18 novembre 2000  | 2001            |
| 9b  | Always Knock the Postman Twice | Il Postino suona sempre due volte      | 18 novembre 2000  | 2001            |
| 10  | You Can't Bite City Hall       | Non si morde il Municipio              | 2 dicembre 2000   | 2001            |
| 11  | A Dog for All Seasons          | Natale Natalizio nella città di Natale | 16 dicembre 2000  | 2001            |
| 12  | Tallulahpalooza                | Occhi di Ragatta                       | 6 gennaio 2001    | 2001            |
| 13a | Saving Mr. Jolly               | Salvate il soldato Jolly               | 13 dicembre 2001  | 2001            |
| 13b | Rule of Paw                    | Legge di Stato                         | 13 dicembre 2001  | 2001            |